# The Bank President's Son
The Bank President's Son è un cortometraggio muto del 1912 diretto da Oscar Apfel.

## Produzione
Il film fu prodotto dalla Edison Company.

## Distribuzione
Distribuito dalla General Film Company, il film - un cortometraggio in una bobina - uscì nelle sale cinematografiche statunitensi il 14 maggio 1912.